# Parapercis millepunctata
Parapercis millepunctata är en fiskart som först beskrevs av Günther, 1860.  Parapercis millepunctata ingår i släktet Parapercis och familjen Pinguipedidae. Inga underarter finns listade i Catalogue of Life.